# Atrichopogon pictipennis
Atrichopogon pictipennis är en tvåvingeart som beskrevs av Clastrier 1979. Atrichopogon pictipennis ingår i släktet Atrichopogon och familjen svidknott.
Artens utbredningsområde är Franska Guyana. Inga underarter finns listade i Catalogue of Life.